# Leon VI. Mudri
Leon VI. Mudri ili Lav VI. (grč. Λέων ΣΤ΄ ὁ Σοφός, Leōn VI ho Sophos) (?, 19. rujna (866. – Carigrad, 11. svibnja 912.), bizantski car od 886. godine, sin i nasljednik Bazilija I. Makedonca iz Makedonske dinastije. Nadimak Mudri dobio je zbog viskoe naobrazbe i književnog rada.

## Životopis
Rodio se u obitelji cara Bazilija I. i Eudokije Ingerine, bivše ljubavnice Mihaela III. i kasnije supruge Bazilija I. Odnos između oca i sina nije bio dobar. U međuvremenu se pretpostavlja da je Leonov otac ustvari bio Mihael III., ali ta teza nije dokazana. Leon je u svakom slučaju bio umiješan u zavjeru protiv Bazilija godine 883. i bio zbog toga zatvoren.
Nakon očeve smrti 886. godine, Leon je preuzeo prijestolje i zavladao zajedno s bratom Aleksandrom, kojeg je uzeo za svog suvladara, iako je sam zadržao presudan utjecaj na sve državničke poslove. Odmah po stupanju na tron smijenio je carigradskog patrijarha i postavio svojega mlađeg brata Stjepana na dužnost patrijarha. Isprva je vladao pod utjecajem Stylianosa Zaoutzesa, porijeklom Armenca, oca svoje ljubavnice i kasnije suruge Zoe.
Godine 893. došao je u Bugarskoj na vlast car Simeon (893. – 927.), koji je u više navrata porazio Leona VI. i njegovu vojsku. Simeon je ostvario konačnu pobjedu nad Bizantom 896. godine u bitci kod Bulgarofiga, nakon čega je Bizant bio sklopljen mir s Bugarima i car se morao obavezati na plaćanje godišnjeg danka. 
I protiv Arapa je trpio gubitke. Godine 902. izgubio je grad Taraominu, posljednje bizantsko uporište na Siciliji, što ima jak utjecaj na kontrolu bizantskih voda vlastitom flotom. Također sve više bizantskih gradova biva napadnuto. Godine 911. Bizant organizira veliku invaziju Krete, koja završava neuspjehom. Kratko nakon tog neuspjeha Leon se razbolio i umro.
Leon je nazvan mudrim ili filozofom zbog njegove podrške umjetnosti. Završio je radove na bazilici, na grčkim prijevodima i modernizirao je zakonik Justinijana I. Oko godine 900. sročio je prvu, danas poznatu definiciju vojne logistike koja se i danas uči na vojnim institutima pod nazivom leonska.

## Brakovi
Supruge cara Leona:
- Teofano Martiniake (Θεοφανώ Μαρτινιακή)
- Zoe Zaoutzaina (Ζωή Ζαούτζαινα)
- Eudokija Baïana (Ευδοκία Βαϊανή)
- Zoe Karbonopsina (Ζωή Καρβωνοψίνα)

## Vanjske poveznice
- Lav VI. Mudri Hrvatska enciklopedija
- Lav VI. Mudri Proleksis enciklopedija

| Prethodnik:                         | Bizantski carevi | Nasljednik:                                |
| Bazilije I. Makedonac (867. – 886.) | Bizantski carevi | Konstantin VII. Porfirogenet (905. – 959.) |